# غلين إيتكن
غلين إيتكن (بالإنجليزية: Glenn Aitken)‏ هو لاعب كرة قدم بريطاني، ولد في 30 سبتمبر 1952 في Woolwich ‏ في المملكة المتحدة. لعب مع نادي غيلينغهام ونادي مارغيت ونادي ويمبلدون.